# 半田亘理
半田亘理（日语：はんだ わたり，1911年8月22日—1948年），大日本帝国海軍飞行员。操練19期。最终阶级是中尉。